# 共公 (杞)
共公（きょうこう、生年不詳 - 紀元前673年）は、春秋時代の杞の君主。靖公の子。紀元前681年、靖公が死去すると、杞国の君主として即位した。紀元前673年、死去した。在位8年。